# 까오방성
까오방성(베트남어: Tỉnh Cao Bằng / 高平省 고평성)은 베트남 북동부 지방에 위치한 성 단위 행정 구역이다. 중화인민공화국과 국경을 접하고 있다. 주요 산업은 농림업이며, 경제적으로는 궁핍하고, 의료 기관과 학교가 부족하다.

## 지리
까오방은 까오방 타운의 중심에 위치하고 있다. 중화인민공화국과 국경을 접하고 있는 베트남 최북단에 위치하고 있다. 하장성, 뚜옌꽝성, 박깐성, 랑선성과 경계를 접하고 있으며, 중화인민공화국의 광시 좡족 자치구과 인접해 있다.
까오방 성 대부분이 울창한 숲으로 덮여 있는 산악 지형이며, 택지가 많지 않다. 연평균 기온은 22 °C이지만, 겨울이 되면 지역에 따라서 눈이 오기도 한다.
베-중 국경에 이는 까오방 북쪽 80km 지점에 위치한 반족 폭포는 이 지방에서 가장 유명한 관광자원 중의 하나이다. 이 폭포는 꺼이쑤언 강으로부터 발원하며, 30m 높이로 떨어지며, 너비는 300m에 달한다.

### 기후
| 월                        | 1월      | 2월      | 3월      | 4월      | 5월       | 6월       | 7월       | 8월       | 9월       | 10월     | 11월     | 12월     | 연간         |
| ------------------------- | -------- | -------- | -------- | -------- | --------- | --------- | --------- | --------- | --------- | -------- | -------- | -------- | ------------ |
| 일평균 최고 기온 °C (°F)  | 18 (64)  | 19 (66)  | 23 (73)  | 27 (81)  | 31 (88)   | 32 (90)   | 32 (90)   | 32 (90)   | 31 (88)   | 27 (81)  | 24 (75)  | 20 (68)  | 26 (80)      |
| 일평균 최저 기온 °C (°F)  | 10 (50)  | 12 (54)  | 16 (61)  | 19 (66)  | 23 (73)   | 24 (75)   | 24 (75)   | 24 (75)   | 22 (72)   | 19 (66)  | 15 (59)  | 11 (52)  | 18 (65)      |
| 평균 강우량 mm (인치)     | 22 (0.9) | 26 (1.0) | 39 (1.5) | 91 (3.6) | 174 (6.9) | 229 (9.0) | 224 (8.8) | 249 (9.8) | 150 (5.9) | 91 (3.6) | 44 (1.7) | 20 (0.8) | 1,359 (53.5) |
| 평균 강우일수             | 10       | 10       | 12       | 14       | 15        | 17        | 18        | 19        | 14        | 12       | 9        | 8        | 158          |
| 평균 월간 일조시간        | 62       | 56       | 93       | 120      | 186       | 150       | 186       | 186       | 180       | 155      | 120      | 124      | 1,618        |
| 출처: World Climate Guide |          |          |          |          |           |           |           |           |           |          |          |          |              |

## 역사
까오방은 중국과 국경을 접하고 있기 때문에 많은 분쟁이 있어 왔다. 오비엣(甌越)은 기원전 3세기 이전부터 이 지역의 고산족과 서쪽의 광둥성, 남쪽의 광시성 등을 통합하였다. 그들의 수도는 오늘날 까오방이었다.
근대에 들어와서는 프랑스에 점령된 이후 애국주의 운동의 중심지로 많은 독립군들이 이곳의 산악에 기지를 삼았다. 베트남 공산당도 또한 여기에 기지를 선택했다. 1941년 중국으로 추방당했던 호찌민이 귀국하는 길에 까오방에서 북쪽으로 56km 떨어진 하꽝군 쯔엉하 방에 있는 팍보에 본부를 만들었다. 이곳에서 그는 1940년부터 1945년 사이에 결정적인 혁명 운동을 위해 독립 운동을 가속화시켰다.

## 행정 구역

### 시
- 까오방시 (Cao Bằng / 高平縣)

### 현
- 바올락현 (Huyện Bảo Lạc, 保樂縣)
- 바올럼현 (Huyện Bảo Lâm / 保林縣)
- 할랑현 (Huyện Hạ Lang / 下琅縣)
- 하꽝현 (Huyện Hà Quảng / 河廣縣)
- 호아안현 (Huyện Hoà An / 和安縣)
- 응우옌빈현 (Huyện Nguyên Bình / 原平縣)
- 꽝호아현 (Huyện Quảng Hoà / 廣和縣)
- 탁안현 (Huyện Thạch An / 石安縣)
- 쭝카인현 (Huyện Trùng Khánh / 重慶縣)

## 경제
까오방은 비교적 가난한 자치체이며, 다른 산업도 존재하지만, 성의 경제는 농업과 임업에 집중되어 있다. 학교와 병원과 같은 편의시설은 열악한 환경이며, 점차 개선되고 있다. 교통도 또한 주요 해결과제로 남아 있으며, 도로가 점차 개설되고 있다.

## 민족
이 지역은 베트남의 소수민족들이 많이 살고 있는 지역이며, 따이족(Tày), 눙족, 야오족, 몽족 등이 있다.

## 갤러리

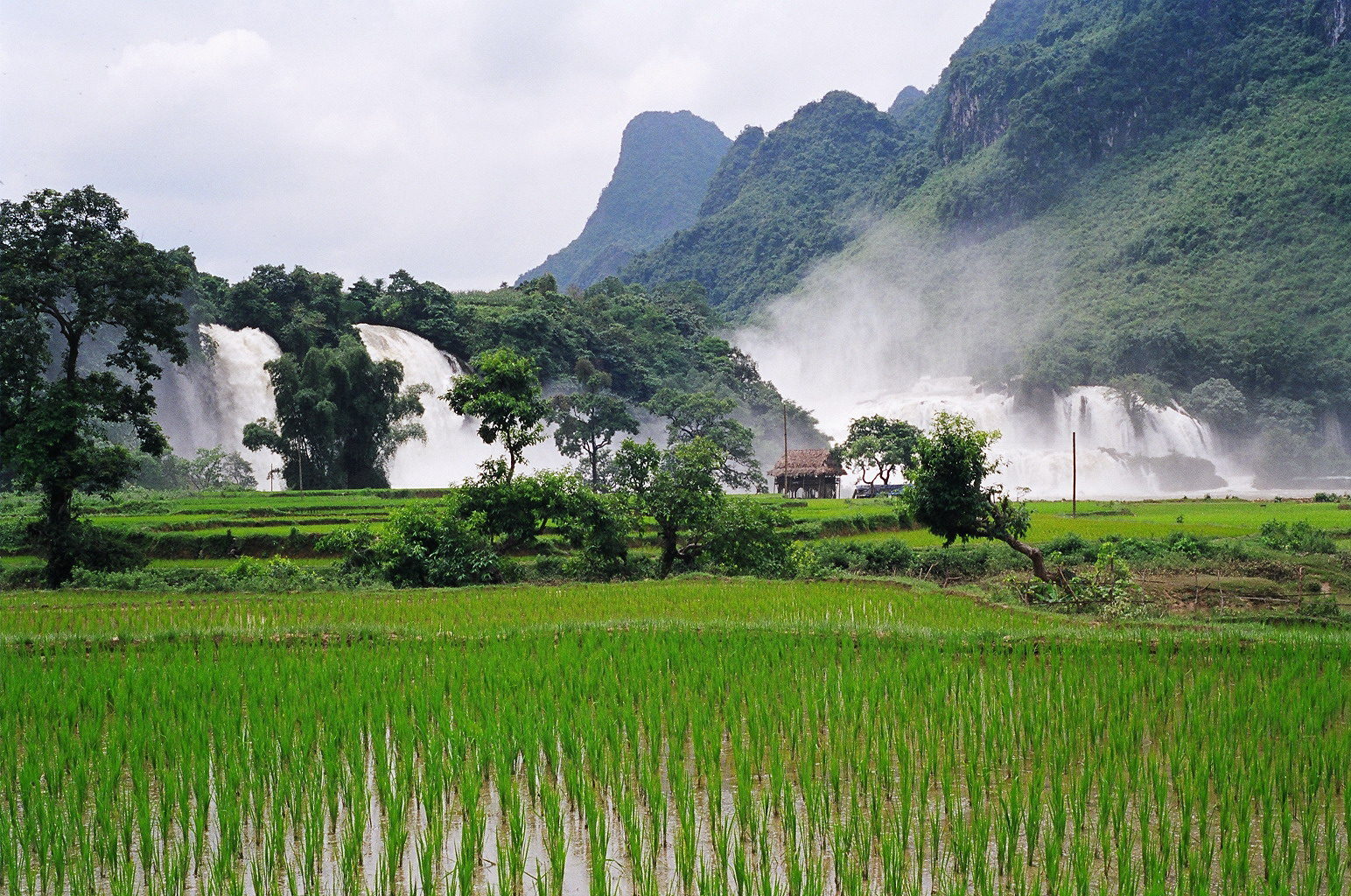
우기의 반족 폭포
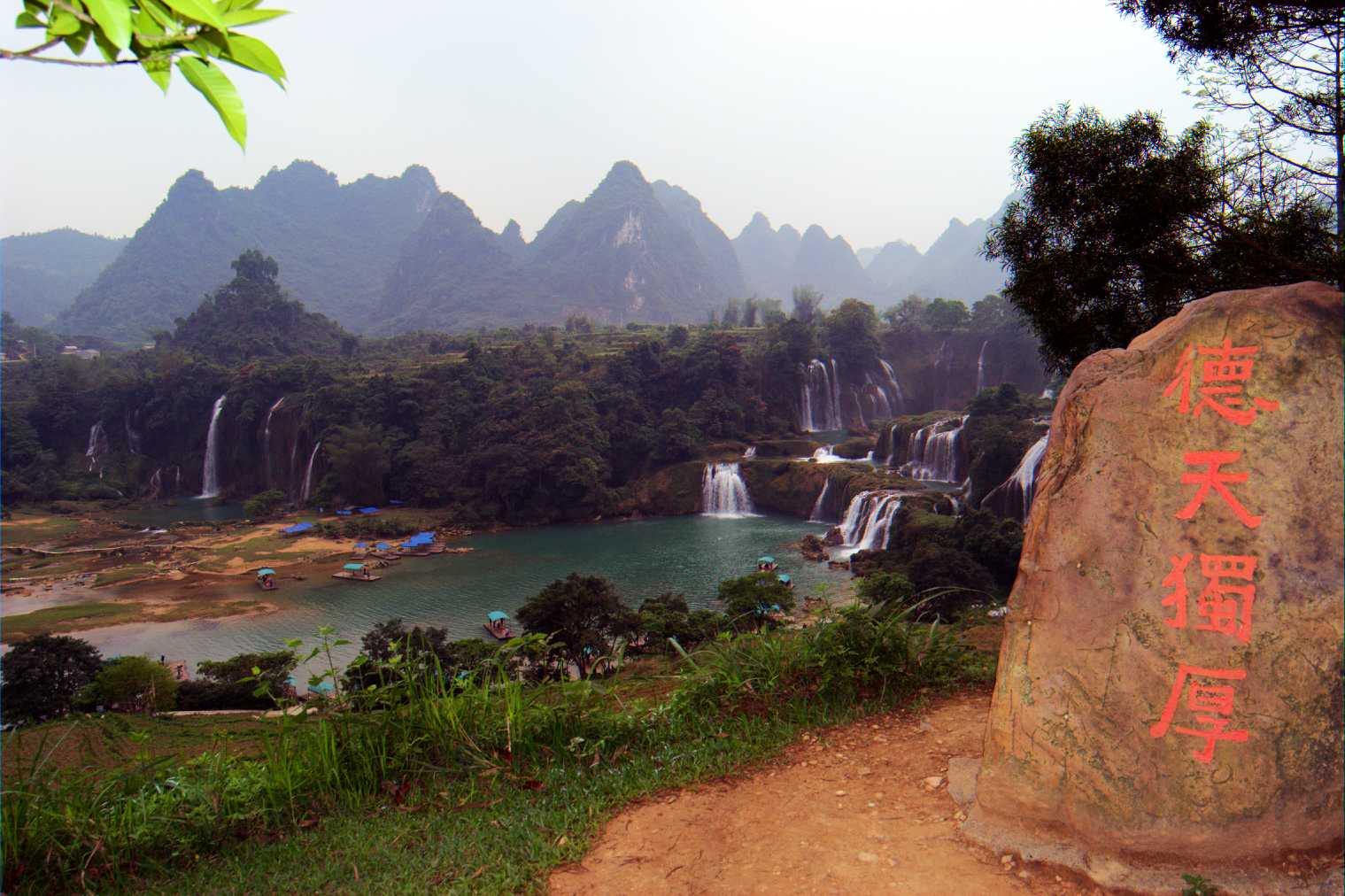
건기의 반족 폭포
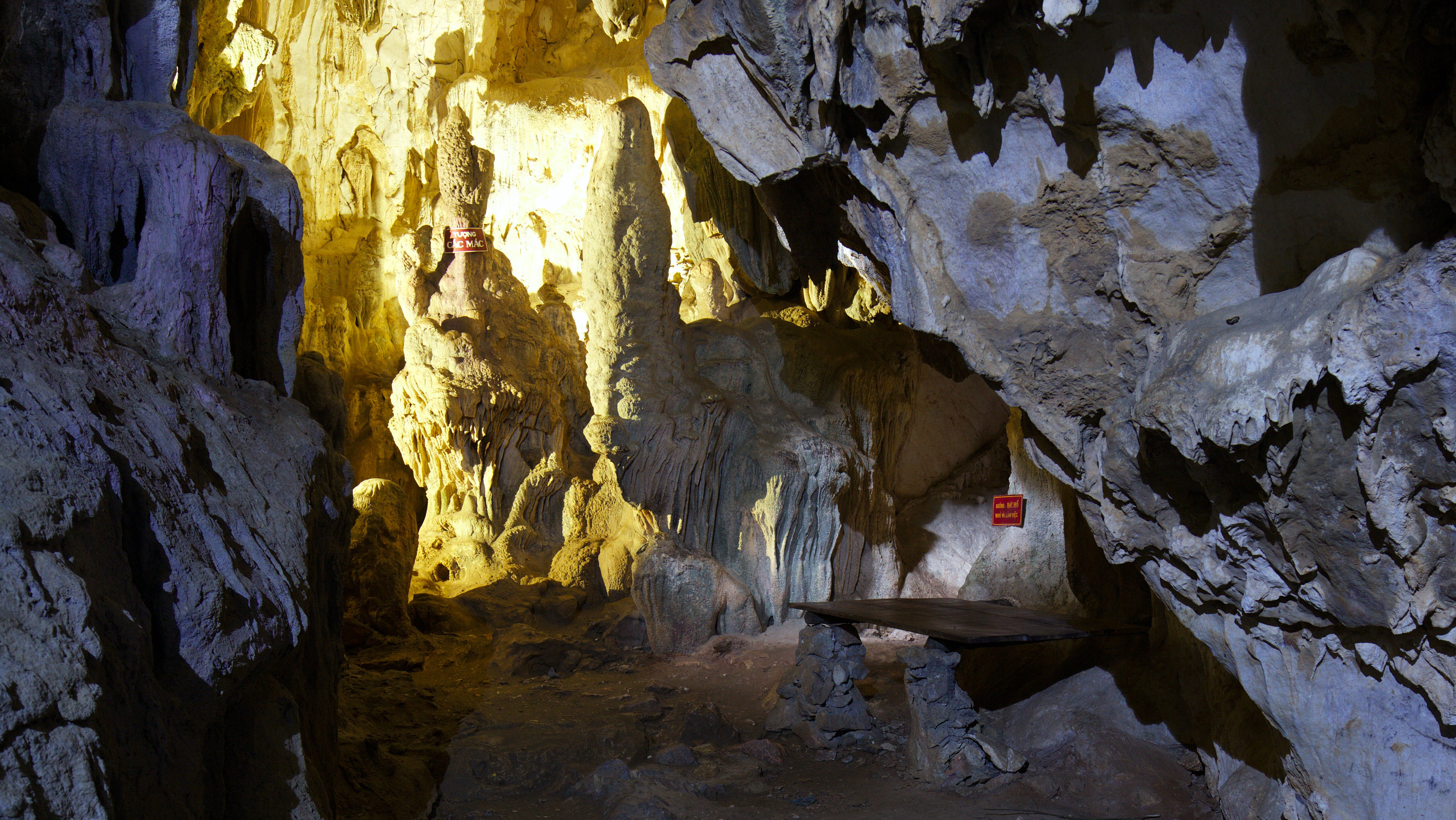
꼭보 동굴
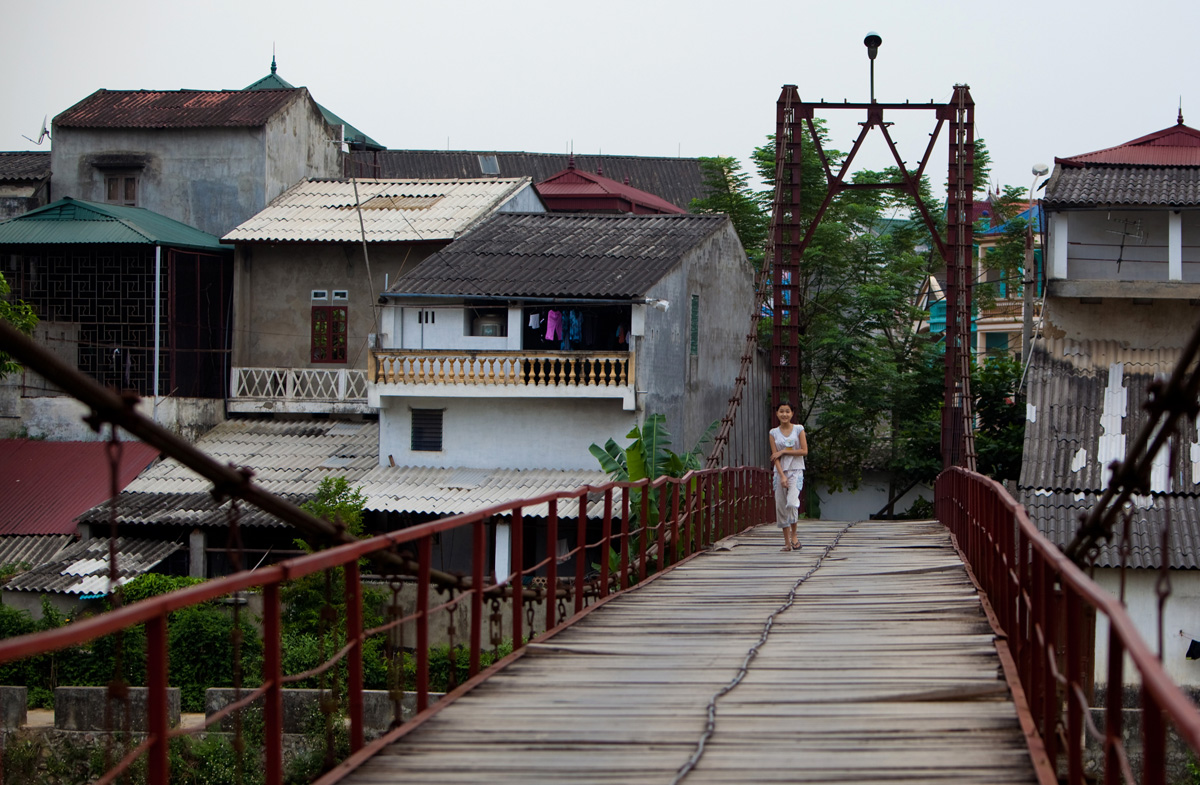
까오방 타운의 다리